# Villa Bergsgården
| Bobergs illustration från 1905 och ett fotografi från 2007. |  | Bobergs illustration från 1905 och ett fotografi från 2007. |
| Bobergs illustration från 1905 och ett fotografi från 2007. |  |                                                             |

Villa Bergsgården (även Anna Ströms villa) är en villa på Södra Djurgården i Stockholm. Villan är belägen vid Sollidsbacken 6 norr om Djurgårdsvägen och ritades 1905 av arkitekt Ferdinand Boberg. I direkt anslutning öster om huset finns Villa Bergabo, en villa ritad av Ragnar Östberg, som uppfördes ungefär samtidigt som Bergsgården.

## Villan

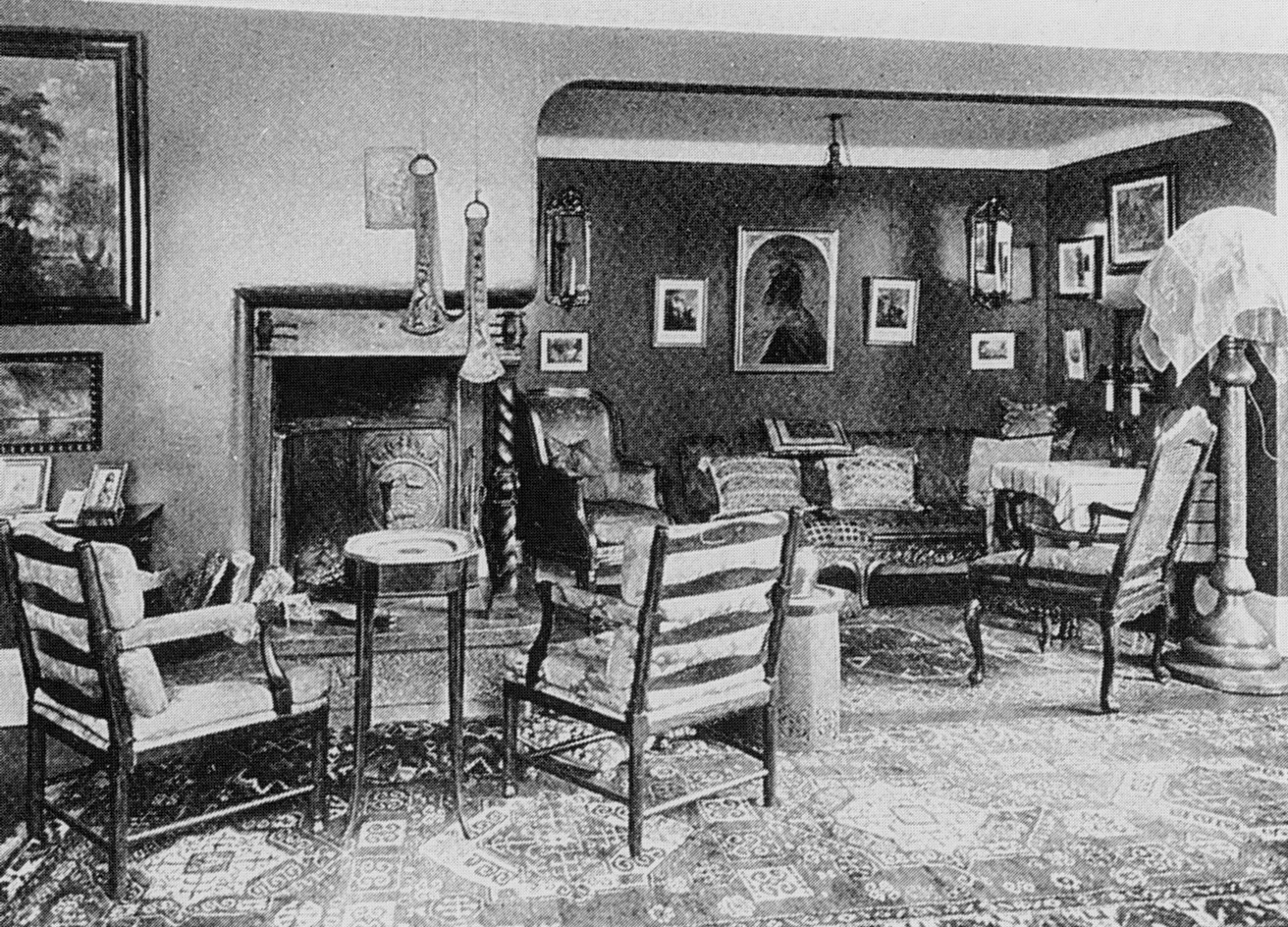
Anna Ströms ateljé 1923.

Under en period omkring 1905 uppfördes många villor i området kring Sollidsbacken, flera är ritade av Ferdinand Boberg, så även Villa Bergsgården som beställdes av målaren Anna Ström (1867–1944). Byggnaden är uppförd i herrgårdsstil med en hög källarvåning, en bottenvåning och en mansardvåning. Mot söder dominerar en stor central takkupa med två fönster. Från bottenvåningens sal leder två symmetriska, svängda stentrappor med järnräcken ner till markplanet. Entrén nås från norr och ligger under en altan. Fasaderna är slätputsade och avfärgade i ljusgul kulör.
Planlösningen är typisk för en herrgård med tre rum anordnade mot framsidan och tre mot baksidan och med en symmetri-axel genom entré, hall och sal. Anna Ströms ateljé upptar nästan hela östra delen av entréplanet och sträcker sig delvis över två våningar. Förutom salen finns även två salonger (en av dem fungerar som matsal), kök, serveringsgång och jungfrukammare. Mansardvåningen är strängt symmetriskt anordnad: sovrum, gästrum, ytterligare två jungfrukammare samt badrum och garderober. En liten hiss för tjänstepersonalen förband bottenvåningen med mansardvåningen. Den ursprungliga inredningen bestod av antika möbler, kakelugnar, vackra träpaneler och dörröverstycken med blomstermotiv.

## Ritningar

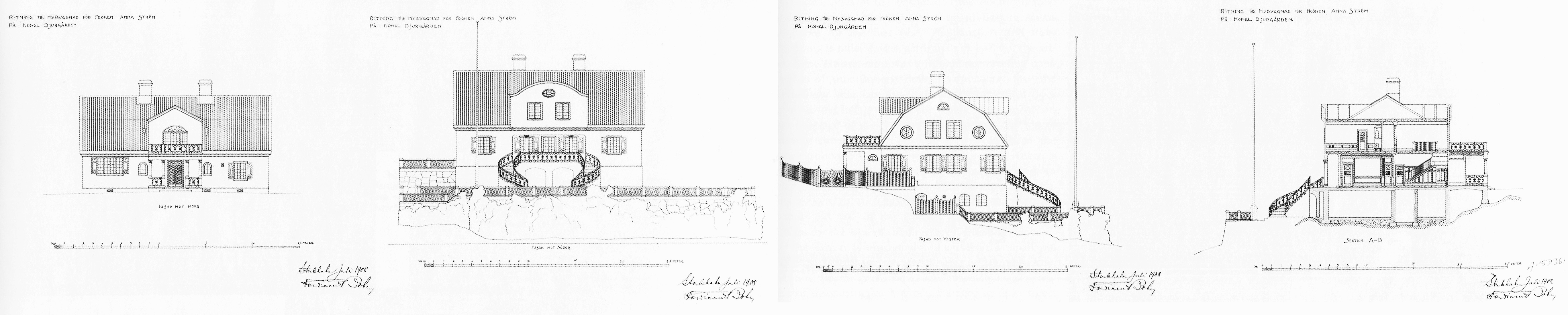
Fasader och sektion, Bobergs ritningar från 1908.

## Husets vidare öden
Efter Anna Ström förvärvades Bergsgården 1944 av diplomaten Vilhelm Assarsson, som var chef vid Sveriges beskickning i Moskva under andra världskriget (1940-1944). Han testamenterade villan till Svenska Akademien. På Bergsgården har hyresgäster varit bland andra Eyvind Johnson, Karl Ragnar Gierow, Kerstin Ekman, Kjell Espmark och Anders Olsson.